# Лидиноид

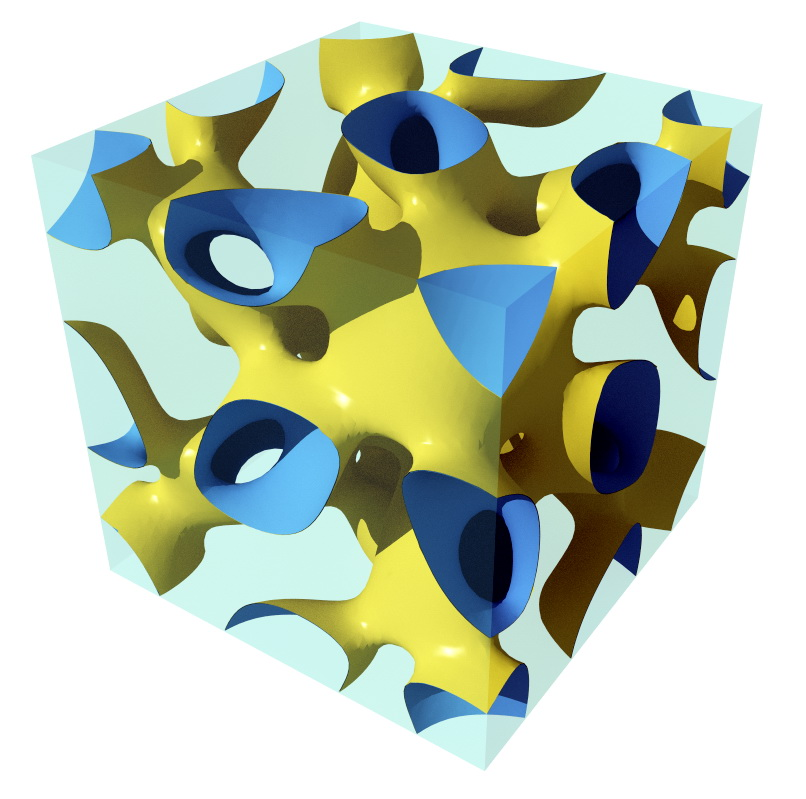
Лидиноид в единичной ячейке

Лидино́ид — трижды периодическая минимальная поверхность. Название присвоено по имени описавшего её шведского учёного Свена Лидина (который изначально назвал её HG-поверхностью).
Поверхность имеет схожесть с гироидом и так же, как гироид, является единственным вложенным членом ассоциированного семейства поверхности Шварца P. Лидиноид является единственным вложенным членом ассоциированного семейства поверхности Шварца H. Поверхность принадлежит кристаллографической группе 230(Ia3d).
Лидиноид может быть аппроксимирован как множество уровня:
{\displaystyle {\begin{aligned}(1/2)[&\sin(2x)\cos(y)\sin(z)\\+&\sin(2y)\cos(z)\sin(x)\\+&\sin(2z)\cos(x)\sin(y)]\\-&(1/2)[\cos(2x)\cos(2y)\\+&\cos(2y)\cos(2z)\\+&\cos(2z)\cos(2x)]+0{,}15=0\end{aligned}}}